# Грёлльман, Отто
Отто Грёлльман (нем. Отто Gröllmann; 31 июля 1902, Гамбург — 12 июля 2000, Берлин) — немецкий художник, сценограф. Антифашист, член КПГ с 1922 года, активный деятель движения Сопротивления в Германии против нацистского режима, действовавший в Гамбурге.

## Биография
Родился в 1902 году в Гамбурге.
Получив образование театрального художника с 1917 года работал сценографом в ряде гамбургских театров.
Состоял в Гамбургском рабочим движении, был знаком с тогда начинающим гамбургским писателем Вилли Бределем и Эрнстом Тельманом — в то время главой профсоюза транспортных рабочих Гамбурга. В 1922 году стал членом Коммунистической партии Германии.
В октябре 1923 года участвовал в Гамбургском восстании.
Был секретарём гамбургского отделения «Ассоциации революционных художников» (ASSO), сценограф и костюмер Агитационной рабочей театральной труппы «Клёпальщик» («Die Nieter»). Нарисовал множество листовок и транспарантов, а также оформлял обложки для «Гамбургской народной газеты» («Hamburger Volkszeitung»). Проиллюстрировал первое издание 1924 года книги Вилли Бределя «Марат, друг народа».
В 1933 году, после прихода в Германии к власти нацистов, был арестован, помещён в концлагерь Фульсбюттель (KZ Fuhlsbüttel), в феврале 1934 переведён в Гамбургскую следственную тюрьму. Обвиненный в его связи с коммунистами, он был приговорен к 17 месяцам тюрьмы.
Освободившись в 1938 году был нанят сценографом в гамбургский Театр Талия (Thalia Theater).
Восстановил контакты с товарищами по партии, в том числе с Адольфом Вриггерсом и Робертом Абсхагеном (член «Красной капеллы»), продолжив антифашистскую деятельность, являлся хранителем архива Группы Бестляйна — Якоба — Абсхагена, который прятал в театре. Именно он организовал бегство семьи Вилли Бределя через Копенгаген в Москву. Автор многих нелегальных листовок.
С началом Второй мировой войны, как и другие антифашисты, был арестован. После допросов под пытками СС-овцев он вместе с другими заключенными попал в следственную тюрьму в марте 1943 года. В результате вызванного бомбёжками Гамбурга хаоса в местном отделении Гестапо был 4 августа 1943 года «временно» освобождён. Ему удалось избежать повторного ареста. Попытка бежать в Швецию не удалась, и он вернулся в Гамбург — где до 1945 года жил на нелегальном положении, прячась по квартирам друзей, и зачастую ночуя в лесу. Снова связался со своей группой сопротивления, которая продолжала выпускать нелегальные антифашистские листовки, последнюю из которых выпустил в апреле 1945 года.
После окончания войны возобновил свою деятельность в качестве сценографа в Театре Талия в Гамбурге, но город попал в Британскую зону оккупации Германии, узнав, что он коммунист, один из английских офицеров сказал: «Это наш следующий противник», и в 1949 году принял решение уехать в ГДР — вначале в Шверин, а затем в Дрезден.
В 1949—1969 годах — сценограф в Государственном театре Дрездена (Staatsschauspiel Dresden), разработал сценические декорации и костюмы для более 50 спектаклей.
В конце 1980-х годов, хотя и выступал и с критикой руководства ГДР, но верил в демократический социализм и падение Берлинской стены встретил с разочарованием.
Умер в 2000 году в Берлине.
Награждён Орденом «За заслуги перед Отечеством» в золоте (1986).

## Семья
Дочь — актриса Йенни Грёлльман, внучка — актриса Анна Мария Мюэ.